# Prix Allendoerfer
Le Prix Carl B. Allendoerfer est une distinction mathématique décernée chaque année par la Mathematical Association of America (MAA) pour « l'excellence de clarté de l'exposé » d'un article publié dans Mathematics Magazine. Il est nommé d'après le mathématicien Carl B. Allendoerfer qui a été président de la MMA de 1959 à 1960.

## Lauréats
Les lauréats du Prix Carl B. Allendoerfer sont les suivants: